# Yolanda Garmendia Hernández
Yolanda Mercedes Garmendia Hernández (Ciudad de México, 24 de septiembre de 1954) es una política mexicana, miembro del Partido Acción Nacional, fue diputada federal de 2006 a 2009.
Pasante de la Licenciatura en Relaciones Internacionales, en 2006 fue elegida diputada federal por el III Distrito Electoral Federal de Quintana Roo a la LX Legislatura para el periodo que concluye en 2009, derrotando a su contrincante de la Coalición Por el Bien de Todos, Latife Muza Simón, por una diferencia de 0.17% de los votos.